# Пегги Ли
Пегги Ли (англ. Peggy Lee, урождённая Норма Делорис Эгстром (англ. Norma Deloris Egstrom); 26 мая 1920[…], Джеймстаун, Северная Дакота — 21 января 2002[…], Лос-Анджелес, Калифорния) — американская джазовая певица, автор песен и актриса, номинантка на «Оскар» в 1955 году.

## Биография

### Юные годы
Норма Делорис Эгстром, в будущем Пегги Ли, родилась 26 мая 1920 года в городе Джеймстаун в Северной Дакоте. Она была седьмой из восьми детей в семье станционного смотрителя Марвина Эгстрома. Её мать умерла, когда Норме было четыре года, и она, вместе с братьями и сёстрами, осталась на попечении отца и мачехи.
Профессионально она занялась пением ещё в подростковом возрасте, выступая на местном радио. После окончания средней школы она продолжила свои выступления на радио, взяв при этом псевдоним Пегги Ли. В возрасте 17 лет она ушла из дома из-за постоянных конфликтов с мачехой и уехала в Лос-Анджелес. Но вскоре она вернулась в Северную Дакоту для тонзиллэктомии, а затем перебралась в Чикаго, где стала выступать в одном из ночных клубов. Там её заметил джазовый кларнетист и руководитель знаменитого биг-бэнда Бенни Гудмен, который в 1941 году пригласил её в свой коллектив.

### Музыкальная и кинокарьера
В 1942 году Пегги Ли записала свой первый хит «Somebody Else Is Taking My Place», а её следующая песня «Why Don’t You Do Right?» в 1943 году продавалась миллионными тиражами и сделала её знаменитой. В том же году Пегги Ли впервые появилась в кино в двух музыкальных фильмах с Бенни Гудменом (один их них - «Солдатский клуб»).
В марте 1943 года Пегги Ли вышла замуж за Дейва Барбура, гитариста из джаз-оркестра Гудмена. После того как они вместе покинули биг-бэнд, Дейв стал работать на музыкальной студии, а она оставила карьеру и занялась воспитанием их дочери Ники. Но страсть к музыке взяла верх, и вскоре Пегги Ли стала сочинять свои собственные песни, а в 1944 году приступила к их записям на студии «Capitol Records». Там она записала ряд своих хитов, многие из которых были написаны ей самой и её мужем, включая «I Don’t Know Enough About You» и «It’s a Good Day» (1946). В 1948 году она записала свой супер-хит «Mañana», после которого вновь активно занялась музыкой.
В том же году она вместе с Перри Комо и Джо Стаффорд стала ведущей музыкальной программы «Chesterfield Supper Club» на радио «NBC», а также в это время часто появлялась в «Шоу Джимми Дюранте».
В 1951 году Пегги Ли развелась с Дейвом и в дальнейшем ещё трижды выходила замуж, но все браки длились буквально пару лет и заканчивались разводом. С последним своим мужем, Джеком Дель Рио, она развелась в 1965 году.
В 1950-е годы Пегги Ли снялась в ряде фильмов, среди которых «Блюз Пита Келли» (1955), за роль Роуз Хопкинс из которого она была номинирована на премию «Оскар», как лучшая актриса второго плана.
В 1952—1956 годах Пегги Ли сотрудничала с звукозаписывающей компанией «Decca Records», где в 1953 году записала свой первый альбом «Black Coffee». В дальнейшем она вернулась на «Capitol Records», где вплоть до 1972 года она почти ежегодно выпускала новый альбом. Ли также много занималась написанием песен, некоторые из которых прозвучали в мультфильме «Леди и Бродяга» (1955), где она сама озвучивала несколько ролей.
Наибольшую популярность Пегги Ли принесла её кавер-версия песни «Fever», записанная в 1958 году, а также песня «Is That All There Is?» в 1969 году, за которую она получила свою единственную премию «Грэмми», хотя номинировалась на неё 12 раз.
В 1970-х Пегги Ли исполнила для «McDonald’s» известную для многих американцев одноимённую песню (Peggy Lee — «McDonald’s Theme Song»), в дальнейшем песня звучала в телевизионной рекламе «McDonald’s».
После ухода из «Capitol Records» Пегги продолжала записывать свои альбомы на других студиях, последний из которых был выпущен в 1993 году. В 1995 году ей была вручена специальная премия «Грэмми» за Достижения всей жизни.

### Последние годы
Последние годы жизни Пегги Ли страдала от диабета и передвигалась только в инвалидном кресле. Она умерла от инфаркта 21 января 2002 года в Лос-Анджелесе в возрасте 81 года. Семья певицы просила Американскую академию киноискусства включить её в список памяти на церемонии «Оскара», но те отказали, ссылаясь на недостаточный вклад в кино. Похоронили Пегги на Вествудском кладбище.

## Альбомы

### Capitol Records
- 1948 Rendezvous with Peggy Lee
- 1952 Rendezvous with Peggy Lee

### Decca Records
- 1953 Black Coffee
- 1954 Songs in an Intimate Style
- 1954 White Christmas soundtrack|Selections from Irving Berlin’s 'White Christmas' (с Бингом Кросби и Дэнни Кеем)
- 1955 Songs from Pete Kelly’s Blues' (с Эллой Фицджеральд)
- 1956 Black Coffee (12-inch version)
- 1957 Dream Street
- 1957 Songs from Walt Disney’s «Lady and the Tramp»
- 1958 Sea Shells (записан в 1955)
- 1959 Miss Wonderful (записан в 1956)

### Capitol Records
- 1957 The Man I Love
- 1959 Jump for Joy
- 1959 Things Are Swingin'
- 1959 I Like Men!
- 1959 Beauty and the Beat!
- 1960 Latin ala Lee!
- 1960 All Aglow Again!
- 1960 Pretty Eyes
- 1960 Christmas Carousel
- 1960 Olé ala Lee
- 1961 Basin Street East Proudly Presents Miss Peggy Lee
- 1961 If You Go
- 1962 Blues Cross Country
- 1962 Bewitching-Lee
- 1962 Sugar 'N' Spice
- 1963 Mink Jazz
- 1963 I’m a Woman
- 1964 In Love Again!
- 1964 In the Name of Love
- 1965 Pass Me By
- 1965 Then Was Then — Now Is Now!
- 1966 Guitars A là Lee
- 1966 Big $pender
- 1967 Extra Special!
- 1967 Somethin' Groovy!
- 1968 2 Shows Nightly
- 1969 A Natural Woman
- 1969 Is That All There Is?
- 1970 Bridge Over Troubled Water
- 1970 Make It With You
- 1971 Where Did They Go
- 1972 Norma Deloris Egstrom from Jamestown, North Dakota

### Прочие
- 1974 Let’s Love
- 1975 Mirrors
- 1977 Live in London
- 1977 Peggy
- 1979 Close Enough for Love
- 1988 Miss Peggy Lee Sings the Blues
- 1990 The Peggy Lee Songbook: There’ll Be Another Spring
- 1993 Love Held Lightly: Rare Songs by Harold Arlen (записан в 1988)
- 1993 Moments Like This

## Знаменитые песни
| Год  | Название                                       | Позиции в чартах | Позиции в чартах |
| Год  | Название                                       | US Pop           | US AC            |
| ---- | ---------------------------------------------- | ---------------- | ---------------- |
| 1941 | «I Got It Bad and That Ain’t Good»             | 25               | —                |
| 1941 | «Winter Weather» (с Артом Лундом)              | 24               | —                |
| 1941 | «Blues in the Night»                           | 20               | —                |
| 1941 | «Somebody Else is Taking My Place»             | 1                | —                |
| 1941 | «My Little Cousin»                             | 14               | —                |
| 1941 | «We’ll Meet Again»                             | 16               | —                |
| 1941 | «Full Moon»                                    | 22               | —                |
| 1941 | «The Way You Look Tonight»                     | 21               | —                |
| 1943 | «Why Don’t You Do Right»                       | 4                | —                |
| 1945 | «Waitin' for the Train to Come in»             | 4                | —                |
| 1946 | «I’m Glad I Waited for You»                    | 24               | —                |
| 1946 | «I Don’t Know Enough About You»                | 7                | —                |
| 1946 | «Linger in My Arms a Little Longer, Baby»      | 16               | —                |
| 1946 | «It’s All Over Now»                            | 10               | —                |
| 1947 | «It’s a Good Day»                              | 16               | —                |
| 1947 | «Everything’s Moving too Fast»                 | 21               | —                |
| 1947 | «Chi-baba, Chi-baba (My Bambino, Go to Sleep)» | 10               | —                |
| 1947 | «Golden Earrings»                              | 2                | —                |
| 1948 | «Manana»                                       | 1                | —                |
| 1948 | «All Dressed up with a Broken Heart»           | 21               | —                |
| 1948 | «For Every Man, There’s a Woman»               | 25               | —                |
| 1948 | «Laroo, Laroo, Lili Bolero»                    | 13               | —                |
| 1948 | «Talking to Myself About You»                  | 23               | —                |
| 1948 | «Don’t Smoke in Bed»                           | 22               | —                |
| 1948 | «Caramba! It’s the Samba»                      | 13               | —                |
| 1948 | «Baby, Don’t Be Mad at Me»                     | 21               | —                |
| 1948 | «Somebody Else is Taking My Place» (re-issue)  | 30               | —                |
| 1948 | «Bubble Loo, Bubble Loo»                       | 23               | —                |
| 1949 | «Blum Blum, I Wonder Who I Am»                 | 27               | —                |
| 1949 | «Similau (See-Me-Lo)»                          | 17               | —                |
| 1949 | «Bali Ha’i»                                    | 13               | —                |
| 1949 | «Riders in the Sky (A Cowboy Legend)»          | 2                | —                |
| 1950 | «The Old Master Painter» (с Мелом Тормом)      | 9                | —                |
| 1950 | «Show Me the Way to Get out of This World»     | 28               | —                |
| 1951 | «(When I Dance with You) I Get Ideas»          | 14               | —                |
| 1952 | «Be Anything (But Be Mine)»                    | 21               | —                |
| 1952 | «Lover»                                        | 3                | —                |
| 1952 | «Watermelon Weather» (с Бингом Кросби)         | 28               | —                |
| 1952 | «Just One of Those Things»                     | 14               | —                |
| 1952 | «River, River»                                 | 23               | —                |
| 1953 | «Who’s Gonna Pay the Check»                    | 22               | —                |
| 1953 | «Baubles, Bangles, and Beads»                  | 30               | —                |
| 1954 | «Where can I go Without You»                   | 28               | —                |
| 1954 | «Let Me go, Lover»                             | 26               | —                |
| 1956 | «Mr. Wonderful»                                | 14               | —                |
| 1956 | «Joey, Joey, Joey»                             | 76               | —                |
| 1958 | «Fever»                                        | 8                | —                |
| 1958 | «Light of Love»                                | 63               | —                |
| 1958 | «Sweetheart»                                   | 98               | —                |
| 1959 | «It’s Okay, You Win»                           | 68               | —                |
| 1959 | «My Man»                                       | 81               | —                |
| 1959 | «Hallelujah, I Love Him So»                    | 77               | —                |
| 1963 | «I’m a Woman»                                  | 54               | —                |
| 1965 | «Pass Me by»                                   | 93               | 20               |
| 1965 | «Free Spirits»                                 | —                | 29               |
| 1966 | «Big Spender»                                  | —                | 9                |
| 1966 | «That Man»                                     | —                | 31               |
| 1966 | «You’ve Got Possibilities»                     | —                | 36               |
| 1966 | «So, What’s New»                               | —                | 20               |
| 1966 | «Walking Happy»                                | —                | 14               |
| 1967 | «I Feel it»                                    | —                | 8                |
| 1969 | «Spinning Wheel»                               | —                | 24               |
| 1969 | «Is That All There Is?»                        | 11               | 1                |
| 1969 | «Whistle for Happiness»                        | —                | 13               |
| 1970 | «Love Story»                                   | 105              | 26               |
| 1970 | «You’ll Remember Me»                           | —                | 16               |
| 1970 | «One More Ride on the Merry-Go-Round»          | —                | 21               |
| 1972 | «Love Song»                                    | —                | 34               |
| 1974 | «Let’s Love»                                   | —                | 22               |

## Фильмография
- 1943 — «Сестра его дворецкого» — в роли самой себя (в титрах не указана)
- 1943 — «Солдатский клуб» — в роли самой себя
- 1947 — «Полуночная серенада» — Пегги Марш
- 1950 — «Мистер Музыка» — камео (в титрах не указана)
- 1952 — «Джазовая певица» — Джуди Лейн
- 1955 — «Леди и Бродяга» — хозяйка Леди, сиамские кошки Си и Ам, собака Пег (озвучивание)
- 1955 — «Блюз Пита Келли» — Роуз Хопкинс
- 1958 — «Мальчик-с-пальчик» — исполнение песен

## Награды
- «Грэмми» 1969 — «Лучшее вокальное исполнение» («Is That All There Is?»)

### Автобиография
- Peggy Lee, Miss Peggy Lee: An Autobiography, 2002, Bloomsbury (UK), ISBN 0-7475-5907-4